# Frances White
Frances White est une actrice américaine née à Seattle le 1er janvier 1896 et morte à Los Angeles le 24 février 1969. Elle s'est illustrée au temps du cinéma muet.

## Filmographie sélective
- 1914 : The Boundary Rider
- 1914 : The Warning
- 1914 : A Prince of India
- 1915 : The New Adventures of J. Rufus Wallingford
- 1916 : Beatrice Fairfax Episode 5 : Mimosa San
- 1916 : Hazel Kirke
- 1916 : The Lottery Man
- 1916 : Beatrice Fairfax
- 1917 : The Black Stork
- 1917 : Below Zero
- 1917 : National Red Cross Pageant
- 1918 : The Missionary
- 1918 : The Eagle's Eye
- 1919 : The Crooked Dagger
- 1922 : Face to Face.